# 古事談
『古事談』（こじだん）は、鎌倉初期の説話集。村上源氏出身の刑部卿源顕兼（源顕房5代目の子孫、1160年-1215年）の編。建暦2年（1212年）から建保3年（1215年）の間に成立。

## 紹介
顕兼は、長年刑部卿を務める一方で、藤原定家や栄西らとも親交があった教養人であり、有職故実にも精通していた。
奈良時代から平安中期に至るまでの462の説話を収める。王道后宮・臣節・僧行・勇士・神社仏寺・亭宅諸道の6巻からなり、巻ごとに年代順で配列。文体は真字（まな）を主とし、仮名交じり文もある。
貴族社会の逸話・有職故実・伝承などに材を取り、天皇・貴族・僧の世界の珍談・秘話集となっており、『小右記』『扶桑略記』『中外抄』『富家語』などの先行文献からの引用が多い。同時期の作品と比べて尚古傾向が薄く、天皇を始めとする貴人に関しても憚らずその秘事を暴き、正史とは別世界の人間性あふれる王朝史を展開している。あまりな醜聞暴露に恐れをなしたためか、称徳と道鏡、宇多と京極御息所、花山と馬内侍らの淫猥な説話を削った略本もある。また、崇徳院は鳥羽院の実の子ではなく祖父の白河院と待賢門院の密通によって生まれた子で、鳥羽院が崇徳院を「叔父子」と呼んで嫌ったのが保元の乱の一因となったとする伝説（2巻54節）もこの本が唯一の出典である。
説話文学史上、重要な作品であり、承久元年（1219年）成立の『続古事談』を始め、『宇治拾遺物語』など以降の説話集に影響を及ぼした。

## 関連文献
- 小林保治校注 『古事談』上下 「古典文庫」現代思潮新社、新装版2006年
- 川端善明、荒木浩校注 『古事談 続古事談　新日本古典文学大系 第41巻』 岩波書店、2005年[2]
  - 『古事談語彙索引』〈笠間索引叢刊127〉笠間書院、有賀嘉寿子編、2009年
　上版の正誤一覧、古事談語彙索引、参考資料を所収。
- 『古事談　日本の古典』 倉本一宏編、角川ソフィア文庫、2020年
- 『古事談』 伊東玉美校訂・訳、ちくま学芸文庫 上下、2021年
- 『「古事談」を読み解く』 浅見和彦編、笠間書院
　2008年夏に刊行、20数名の論文集の大著。
- 『新注古事談』 浅見和彦・伊東玉美責任編集、笠間書院
　2010年秋に刊行、上記岩波版とは異なる底本。
- 「新訂増補　國史大系　第18巻」（吉川弘文館）初刊は戦前で、黒板勝美編輯。